# Lena-Lisa Wüstendörfer
Lena-Lisa Wüstendörfer (* 1983 in Zürich) ist eine Schweizer Dirigentin und Musikwissenschaftlerin. Sie ist Chefdirigentin des Swiss Orchestra und Intendantin von Andermatt Music.

## Leben und Wirken
Lena-Lisa Wüstendörfer wuchs in Zürich auf. Sie ist die Tochter des Schauspielers Edzard Wüstendörfer.
Wüstendörfer studierte an der Hochschule für Musik in Basel Violine und Dirigieren. Parallel absolvierte sie Studien in Musikwissenschaft und Volkswirtschaft an der Universität Basel, wo sie zu Gustav Mahler promovierte. Die Schweizerische Studienstiftung förderte sie ebenso wie die Ernst Göhner Stiftung und die Akademie Musiktheater heute der Deutschen Bank Stiftung. Wüstendörfer vertiefte ihr Dirigierstudium bei Sylvia Caduff und Roger Norrington und war Assistenzdirigentin von Claudio Abbado. Sie ist Stiftungsrätin der Elvira-Lüthi-Wegmann-Stiftung und Kommissionsmitglied der Allgemeinen Musikgesellschaft Basel.

### Dirigentin
Wüstendörfer verfügt über ein breites Konzertrepertoire. Engagements führten sie zum Luzerner Sinfonieorchester, Zürcher Kammerorchester, Musikkollegium Winterthur, zur Camerata Schweiz, Basel Sinfonietta, zum Orchestre Symphonique du Jura, Frankfurter Opern- und Museumsorchester oder Thailand Philharmonic Orchestra.
Wüstendörfer ist Gründerin und Music Director des Swiss Orchestra, das landesweit Schweizer Sinfonik aufführt, mit Komponisten wie Edouard Dupuy, Hans Huber oder Johann Carl Eschmann. Dadurch sollen musikalische Brücken zwischen den Sprachregionen der Schweiz geschlagen und «eine Renaissance der Schweizer Sinfonik» herbeigeführt werden. Das Swiss Orchestra ist seit 2022 Residenzorchester der Andermatt Konzerthalle. Wüstendörfer war bis 2022 künstlerische Leiterin des Berner Bach-Chors.

### Intendantin
Wüstendörfer wurde 2021 von Samih Sawiris zur Intendantin von Andermatt Music ab 2022 berufen. Andermatt Music ist der musikalische Hauptveranstalter der Andermatt Konzerthalle. Der Konzertbetrieb von Andermatt Music umfasst rund 20 Konzerte pro Jahr.

### Musikwissenschaftlerin
Die Forschungsschwerpunkte von Wüstendörfer liegen in der Rezeptions- und Interpretationsgeschichte, insbesondere Gustav Mahlers und Felix Weingartners sowie der Schweizer Musikgeschichte. Am Musikwissenschaftlichen Seminar der Universität Basel war sie Lehrbeauftragte und promovierte bei Matthias Schmidt zur Interpretationsgeschichte von Gustav Mahlers vierter Symphonie. Ihren Sammelband Mahler-Interpretation heute bezeichnete die Neue Zürcher Zeitung als «anregende Pflichtlektüre», welche «zum Faszinierendsten gehört, was zur jüngeren Mahler-Rezeption publiziert wurde».

## Publikationen (Auswahl)
Musikwissenschaftliche Publikationen
- Klingender Zeitgeist. Mahlers «Vierte Symphonie» und ihre Interpretation um die Jahrtausendwende. edition text + kritik, München 2019.[1]
- Streit um Fidelio. Gustav Mahler und Felix Weingartner im Disput um Werktreue. In: Rund um Beethoven – Interpretationsforschung heute (Musikforschung der Hochschule der Künste Bern). Argus, Schliengen 2019.[16]
- Gustav Mahler und der Zeitgeist. Thesen zur blühenden Popularität von Mahlers Werk. München 2015.[14]
- Gelebte Klänge. Gesten im Spannungsfeld von Chor und Orchester. In: Arne Stollberg, Jana Weißenfeld, Florian Henri Besthorn (Hrsg.): DirigentenBilder: Musikalische Gesten – verkörperte Musik. Schwabe, Basel 2015, ISBN 978-3-7965-3478-2.
- Mahler-Interpretation heute. Perspektiven der Rezeption zu Beginn des 21. Jahrhunderts. edition text + kritik, München 2015.[15]
- Interpretationsforschung heute. In: Rund um Beethoven – Interpretationsforschung heute (Musikforschung der Hochschule der Künste Bern). Argus, Schliengen 2019.[16]
- Der Stardirigent Felix Weingartner als Lehrer. Ein Spaziergang durch die Archivalien der Basler Dirigentenkurse 1927–1935. In: Martina Wohlthat (Hrsg.): Tonkunst mache Schule. 150 Jahre Musik-Akademie Basel 1867–2017. Schwabe, Basel 2017, ISBN 978-3-7965-3660-1, S. 173–182 (PDF; 106 kB).
- Klingende Geschichte. Tondokumente als Grundlage musikwissenschaftlicher Interpretationsforschung. In: Michael Kunkel (Hrsg.): Les Espaces Sonores. Stimmungen, Klanganalysen, spektrale Musiken. Pfau, Saarbrücken 2016, ISBN 978-3-89727-541-6, S. 191–200.
- Im Kampf um Werktreue. Die Zauberflöte und Fidelio aus dem Nachlass von Felix Weingartner. In: Martina Wohlthat (Hrsg.): Notenlese. Musikalische Aufführungspraxis des 19. und frühen 20. Jahrhunderts in Basel. Schwabe, Basel 2013, ISBN 978-3-7965-2935-1, S. 177–190.
- Felix Weingartner und die Interpretationsgeschichte. Eine Verortung. In: Simon Obert, Matthias Schmidt (Hrsg.): Im Mass der Moderne. Felix Weingartner – Dirigent, Komponist, Autor, Reisender. Schwabe, Basel 2009, ISBN 978-3-7965-2519-3, S. 297–326.